# Svartån (Roxen)
Der Svartån (schwedisch für „schwarzer Fluss“) ist ein Fluss im Norden von Småland und im Westen von Östergötland in Schweden.  
Seinen Ursprung hat der Fluss in der Nähe von Ormaryd, ca. 10 km östlich von Nässjö.
Von dort fließt er in nördlicher Richtung nach Aneby, wo er den Stalpet-Wasserfall überwindet.
Er fließt weiter an Gripenberg und Tranås vorbei und mündet in den See Sommen.
Diesen verlässt er wieder und setzt seinen Kurs nach Norden fort.
Er durchfließt die Orte Boxholm und Mjölby, nimmt den rechten Nebenfluss Lillån auf und beendet seinen Lauf mit seiner Mündung nordwestlich von Linköping in den Roxen.
Das Mündungsgebiet liegt in einem Vogelschutzgebiet.
Der Svartån gehört zum Flusssystem des Motala ström.
Er hat eine Länge von 165 km und ein Einzugsgebiet von 3410 km².